# Transilana
Transilana Ghimbav este o companie producătoare de fire de lână din România.
A fost înființată în anul 1936 sub numele CORONA de către firmele Scherg&Co și Star&Co din Leipzig - Germania
Compania a înregistrat o cifră de afaceri de 5 milioane de euro în primele nouă luni din anul 2007.